# الكويسين (فلم)
الكويسين، فيلم كوميدي مصري من تأليف أيمن وتار، وأخراج أحمد الجندي، وبطولة كل من أحمد فهمي وحسين فهمي وبيومي فؤاد وشيرين رضا؛ وقد تم إصدار الفيلم على شاشات العرض المصرية في 19 اغسطس عام 2018. الفيلم مأخوذ من الفيلم الأمريكي الرجل الضئيل،.

## ملخص قصة الفيلم
مفتاح وشقيقته غزال ثنائي متخصص في النصب، يكتشف مفتاح وجود جوهرة ثمينة تدعى القرموط القرمزي في منزل عائلة الكويسين، فيقرر اختراق صفوف هذه العائلة من خلال انتحال شخصية ابنهم مظهر المفقود منذ سنوات طويلة، لكن هذه المهمة تواجه الكثير من الصعوبات رغم نجاحها في البداية.

## الممثلون
أحمد فهمي
حسين فهمي
شيرين رضا
أسماء أبو اليزيد
تارا عماد
جيلان علاء
بيومي فؤاد
أحمد فتحي
عمرو وهبه